# Haselund
Haselund település Németországban, Schleswig-Holstein tartományban. Lakosainak száma 930 fő (2023. december 31.).

## Népesség
A település népességének változása:
| Lakosok száma | 669  | 857  | 879  | 891  | 918  | 930  |
|               | 1975 | 2017 | 2019 | 2021 | 2022 | 2023 |